# خط عرض 44° جنوب
خط عرض 44° جنوب هي إحدى دوائر العرض الجغرافية، وهي دوائر وهمية تحيط بالكرة الأرضية، وموازية لخط الاستواء، وتتميز هذه الدائرة بأن الأراضي الواقعة عليها تنتمي للمنطقة المعتدلة الدفيئة.

## حول العالم
خط عرض 44° جنوب يبدأ من خط الزوال الأولي ويتجه شرقا ويمر عبر:
| الإحداثيات                           | البلد أو الإقليم أو البحر | ملاحظات                                                                    |
| ------------------------------------ | ------------------------- | -------------------------------------------------------------------------- |
| 44°0′S 0°0′E / 44.000°S 0.000°E      | المحيط الأطلسي            |                                                                            |
| 44°0′S 20°0′E / 44.000°S 20.000°E    | المحيط الهندي             |                                                                            |
| 44°0′S 147°0′E / 44.000°S 147.000°E  | المحيط الهادئ             | بحر تسمان                                                                  |
| 44°0′S 168°30′E / 44.000°S 168.500°E | نيوزيلندا                 | الجزيرة الجنوبية (نيوزيلندا), مرورا بجنوب the town of أشبورتون [لغات أخرى]‏ |
| 44°0′S 171°56′E / 44.000°S 171.933°E | المحيط الهادئ             |                                                                            |
| 44°0′S 176°39′W / 44.000°S 176.650°W | نيوزيلندا                 | Chatham Island                                                             |
| 44°0′S 176°24′W / 44.000°S 176.400°W | المحيط الهادئ             |                                                                            |
| 44°0′S 74°15′W / 44.000°S 74.250°W   | تشيلي                     | أرخبيل غوايتيكاس                                                           |
| 44°0′S 73°36′W / 44.000°S 73.600°W   | Gulf of Corcovado         |                                                                            |
| 44°0′S 73°16′W / 44.000°S 73.267°W   | تشيلي                     |                                                                            |
| 44°0′S 71°44′W / 44.000°S 71.733°W   | الأرجنتين                 |                                                                            |
| 44°0′S 65°15′W / 44.000°S 65.250°W   | المحيط الأطلسي            |                                                                            |